# GameDaily
GameDaily é um website de jornalismo de videogame com base nos Estados Unidos. Lançado em 1995 com o nome Gigex, o site foi adquirido pela AOL em 16 de agosto de 2006. O site oferece artigos sobre diferentes tópicos de jogos eletrônicos, com muitas listas onde jogos são classificados.